# 植松雅道
植松 雅道（うえまつ まさみち、1877年10月23日 - 1941年6月3日）は子爵植松家の第3代当主であり、松月堂古流家元。宮内庁式部官を務めた。

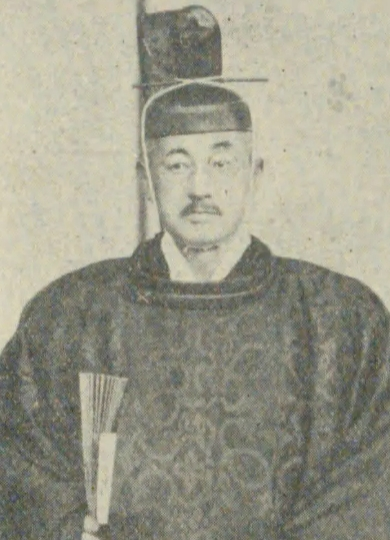
松月堂古流家元、子爵・植松雅道

## 来歴
植松家は権大納言・千種有能の末子、植松雅永を祖とする旧公卿家。植松雅平の二男として1877年（明治10年）10月に東京で生まれた雅道は、大正天皇の六人の御学友の一人として学習院初等科で学び、1891年（明治24年）7月に卒業。1899年（明治32年）5月に慶應義塾へ入社するも、翌1900年11月に退学し、本籍地である京都へ移った。また一時、岩手県にあって日本で最初にコークス銑を産出した製鉄所として知られた釜石鉱山田中製鉄所に勤めている。
宮内省では主殿寮出張所の殿掌を務め、1915年（大正4年）4月に父・雅平が没すると翌月家督と爵位を継ぐ。1922年（大正11年）陵墓監に任ぜられ桃山部に勤めた。その傍ら臨時内匠寮出張所長心得も兼任。また宮内省京都事務所長として天皇の勅使も務めている。1932年（昭和7年）退官し、1941年（昭和16年）6月に満63歳で没す。従三位、勲五等。
古くは南都西大寺の再興や宇治橋の再建で著名な松月堂叡尊の流れを汲み、是心軒一露により完成された「松月堂古流」生花。権中納言・植松賞雅は一露よりその奥義を伝授され1779年（安永8年）に家元となり、以後代々続いて雅道は松月堂古流家元十世を名乗った。

## 家族
- 植松雅平（父）- 1854年（嘉永6年12月）生まれ。植松雅言の長男であり、植松雅徳（1843年生）の養嫡子となり家督を継いだ[注 6]。
- 嘉禰子（母）- 1854年（安政元年10月）生まれ。東園基愛の妹。
- 植松田津麿（兄）- 1869年（明治2年）に子爵家の長男として生まれるが1888年に分籍し平民となる。京都医学校卒業後に渡米してシカゴ医科大学で学び、1902年に卒業[14]。その後シアトルで開業した。1915年帰国し、妻の郷里である山口県で医院を開いている[15]。
- こてる（妻）- 1887年（明治20年）6月生まれ。平安高等女学校卒業。淡路銀行支配人、印部所一の長女。
- 信子（長女）- 1908年（明治41年）5月生まれ。京都府立第一高等女学校を卒業し、昭和大礼の際は五節舞姫を務めた。帝国製麻勤務の今西清之助に嫁ぐ[16]。
- 植松雅俊（長男）- 1910年（明治43年）6月生まれ。九州帝大文学部を卒業し諸陵寮に勤務。後に貴族院子爵議員。
- 正子（二女）- 1912年（大正元年）8月生まれ。京都精華高等女学校を卒業し、医学博士の的埜中に嫁ぐ[17]。
- 大野雅英（二男）- 1918年（大正7年）4月生まれ[18]。慶應大学経済科卒業。大野澄子と結婚して大野家へ入る。鐘淵紡績に入社し、同社で長浜工場その他各地の工場長を歴任。長浜商工会議所議員なども務めた[19]。